# 炎 流れる彼方
『炎 流れる彼方』（ほのお ながれるかなた）は船戸与一による小説である。1990年に集英社より書下ろし長編で刊行された。前半はボクシングの不審なマッチメーキングをめぐるサスペンス、後半はアメリカ西部からカナダまでを縦断する逃走劇となっている。1991年『このミステリーがすごい! '91年版』第3位。

## あらすじ
シアトルで少林寺拳法のコーチをしているおれは、運を使い果たした男という皮肉を込めて"ラッキー"と呼ばれていた。そんなおれの友人であるロートルボクサー"ムーニー"に試合が組まれたが、相手は"キラー"と呼ばれる若手選手だった。さしたる実績もない"ムーニー"とは明らかにミスマッチであったが、おれや家族の不安をよそに"ムーニー"は練習と減量にいそしむ。調整のため一家で試合の行われるラスベガスに移ったが、不審な出来事が重なる。ミスマッチな試合の裏には陰謀が秘められているらしいのだが、密かに始めた調査は失敗に終わり、なすすべのないまま日が過ぎ試合のゴングは鳴った。なぜ"ムーニー"は狙われるのか？男の意地と誇りをかけた闘いから一転、謎を秘めたまま必死の逃走が始まった。

## 主な登場人物
おれ（ラッキー）
優勝経験もある32歳の元少林寺拳法選手。アメリカでビジネスに失敗して零落していたころ、ヘムロック家に助けられて以来、家族の友人。
デイビット・ヘムロック（ムーニー）
失業中で特に実績のない37歳のボクサー。ベトナム戦争の帰還兵。
ダイアン・ヘムロック
その妻。夫が失業中なのでトラクターの運転手として働いている。
ビリー・ヘムロック
"ムーニー"の17歳の息子。"ラッキー"に少林寺拳法を習っている。
マギー・ヘムロック（テリブル・マギー）
"ムーニー"の11歳の娘。
ヘレン・ハイドマン
カナダに住む"ムーニー"の伯母。
コーミット・ハイドマン
その夫 元ブラックパンサー党の活動家。
ギャッビー
シアトルの酒場"黒猫"の経営者兼バーテンダー。
サイラス・キム
ラスベガスの韓国人弁護士。
チャールズ・ドイル
"ムーニーが所属するボクシングジムのマネージャー。
ブッチ・サンダース
"ムーニー"のトレーナー。
ケニー・ロートン
"ムーニー"のスパーリング・パートナー。
キラー・ジョー・ウイリアムス
"ムーニー"の対戦相手となる21歳のボクサー。29戦29勝29KO。
ジェシー・ジェームス
サイラス・キムのビジネスパートナーの調査マン。四十代半ばの大柄な黒人。
アーノルド・マッカラム
ホンジュラス・コントラ基地にあるニカラグア反革命軍傭兵隊隊長。

## 書籍
- 1990年7月 四六上製本 集英社
- 1993年7月 (上下巻) 集英社文庫
- 1997年11月 (新装版) 解説/野崎六助 集英社文庫